# DDR-Meisterschaften im Feldfaustball 1982
Die DDR-Meisterschaften im Feldfaustball 1982 waren seit 1949 die 33. Austragung der Meisterschaften im Faustball auf dem Feld in der DDR im Jahre 1982.
Die beiden Finalturniere der jeweils vier Oberliga-Erstplatzierten der Frauen und Männer fanden am 11. September 1982 in der „Friedrich-Ludwig-Jahn“-Sportstätte im thüringischen Ort Bachfeld, Kreis Sonneberg statt.
Die DDR-Titelträger im Faustball wurden Chemie Weißwasser bei den Frauen und die in den Finalspielen ungeschlagene Mannschaft der BSG Traktor Bachfeld bei den Männern.

## Frauen
Abschlusstabelle der Hauptrunde:
| Platz | Mannschaft                 | Punkte                                          | Siege                                           | Remis                                           | Niederlagen                                     | Bälle                                           | Vorgabezähler                                   |
| 1.    | Chemie Weißwasser (M)      | 24:0                                            | 12                                              | –                                               | –                                               | 411:209                                         | 3                                               |
| 2.    | Lokomotive Schwerin        | 18:6                                            | 9                                               | –                                               | 3                                               | 327:261                                         | 2                                               |
| 3.    | Pentacon Dresden           | 14:10                                           | 7                                               | –                                               | 5                                               | 299:259                                         | 1                                               |
| 4.    | TSG Berlin-Oberschöneweide | 12:12                                           | 6                                               | –                                               | 6                                               | 274:271 (+3)                                    | 0                                               |
| 5.    | Lokomotive Schleife        | 12:12                                           | 6                                               | –                                               | 6                                               | 254:252 (+2)                                    | –                                               |
| 6.    | SpG Heidenau               | 4:20                                            | 2                                               | –                                               | 10                                              | 214:330                                         | –                                               |
| 7.    | Rotation Berlin (N)        | 0:24                                            | –                                               | –                                               | 12                                              | 200:397                                         | –                                               |
| 8.    | Empor Barby                | disqualifiziert wegen mehrfachen Nichtantretens | disqualifiziert wegen mehrfachen Nichtantretens | disqualifiziert wegen mehrfachen Nichtantretens | disqualifiziert wegen mehrfachen Nichtantretens | disqualifiziert wegen mehrfachen Nichtantretens | disqualifiziert wegen mehrfachen Nichtantretens |

Lok Schleife verpasste die Endrunde um einen einzigen Ball Differenz, den die Berliner Vorsprung hatten.

Rotation Berlin musste in einer Runde gegen die Liga-Staffelsieger um den Oberliga-Verbleib spielen.
Spiele der Finalrunde:
| Lok Schwerin               | – | Pentacon Dresden           | 15:19       |
| Chemie Weißwasser          | – | TSG Berlin-Oberschöneweide | 16:22       |
| Chemie Weißwasser          | – | Pentacon Dresden           | 31:15       |
| Lok Schwerin               | – | TSG Berlin-Oberschöneweide | 19:18       |
| TSG Berlin-Oberschöneweide | – | Pentacon Dresden           | 25:16       |
| Lok Schwerin               | – | Chemie Weißwasser          | 15:23 (8:9) |

Abschlusstabelle:
| Platz | Mannschaft                 | Punkte | Vorgabezähler | Gesamt | Bälle/Diff. |
| 1.    | Chemie Weißwasser (M)      | 4:2    | 3             | 7:2    | 70:52 +18   |
| 2.    | TSG Berlin-Oberschöneweide | 4:2    | 0             | 4:2    | 65:51 +14   |
| 3.    | Lok Schwerin               | 2:4    | 2             | 4:4    | 49:60 -11   |
| 4.    | Pentacon Dresden           | 2:4    | 1             | 3:4    | 50:71 -21   |

Kader der Mannschaften:
|    | BSG Chemie Weißwasser: Gisela Bursch, Ursula Lisk, Ingrid Klei, Gudrun Thomas, Waltraud Steide, Jutta Kolasinski                         |
|    | TSG Berlin-Oberschöneweide: Gudrun Derle, Waltraud Goltzsch, Gisela Götze, Jutta Gutschmidt, Gisela Lemke, Regina Seitz, Vera Zielke     |
|    | Lok Schwerin: Beate Dreyer, Dagmar Stammann, Heidrun Neumann, Heike Brusberg, Carola Schiechel, Christiane Ramlow, Kerstin Preißendörfer |
| 4. | Pentacon Dresden: Helga Reinhardt, Brigitte Pünsch, Ursula Neitzel, Gitta Scheithauer, Christa Uhde, Christa Fuchs                       |

## Männer
Abschlusstabelle der Hauptrunde:
Die ersten vier Mannschaften hatten sich bereits nach vier der sechs Spieltage für die Finalrunde qualifiziert.
| Platz | Mannschaft                    | Punkte | Siege | Remis | Niederlagen | Bälle          | Vorgabezähler |
| 1.    | Lokomotive Dresden I (M)      | 36:4   | 18    | –     | 2           | 681:477        | 3             |
| 2.    | BSG Traktor Bachfeld          | 32:8   | 16    | –     | 4           | 609:465 (+144) | 2             |
| 3.    | Chemie Zeitz                  | 32:8   | 16    | –     | 4           | 583:497 (+86)  | 1             |
| 4.    | Lok Dresden II                | 28:12  | 14    | –     | 6           | 620:533        | 0             |
| 5.    | Fortschritt Glauchau          | 22:18  | 11    | –     | 9           | 585:541        | –             |
| 6.    | ISG Hirschfelde               | 20:20  | 10    | –     | 10          | 585:551        | –             |
| 7.    | Einheit Halle                 | 14:26  | 6     | 2     | 12          | 524:564        | –             |
| 8.    | Lok „Erich Steinfurth“ Berlin | 14:26  | 7     | –     | 13          | 509:611        | –             |
| 9.    | Plasttechnik Greiz (N)        | 10:30  | 5     | –     | 15          | 499:620        | –             |
| 10.   | SpG Görlitz (N)               | 8:32   | 4     | –     | 16          | 498:653        | –             |
| 11.   | Motor Zwickau Süd             | 4:36   | 1     | 2     | 17          | 462:643        | –             |

Die Mannschaften auf den letzten drei Plätzen stiegen in die Liga ab.
Spiele der Finalrunde:
| Lok Dresden I    | – | Lok Dresden II   | 35:21 (…:…)   |
| Traktor Bachfeld | – | Chemie Zeitz     | 29:27 (17:11) |
| Chemie Zeitz     | – | Lok Dresden I    | 30:26 (12:16) |
| Lok Dresden II   | – | Traktor Bachfeld | 24:27 (11:14) |
| Chemie Zeitz     | – | Lok Dresden II   | 33:23 (15:13) |
| Traktor Bachfeld | – | Lok Dresden I    | 31:25 (17:11) |

Abschlusstabelle:
| Platz | Mannschaft           | Punkte | Vorgabezähler | Gesamt | Bälle/Diff. |
| 1.    | BSG Traktor Bachfeld | 6:0    | 2             | 8:0    | 87:76 +11   |
| 2.    | Chemie Zeitz         | 5:2    | 1             | 4:2    | 90:78 +12   |
| 3.    | Lok Dresden I (M)    | 2:4    | 3             | 5:4    | 86:82 0+4   |
| 4.    | Lok Dresden II       | 0:6    | 0             | 0:6    | 68:95 -27   |

Kader der Mannschaften:
|    | Traktor Bachfeld: Herbert Probst, Gernot Lutherdt, Volker Bischoff, Dieter Steinerstauch, Edgar Bräutigam, Jürgen Bischoff, Udo Steinerstauch |
|    | Chemie Zeitz: Wolfgang Ehrlich, Eberhard Gasse, Gunther Knauer, Gerhard Beer, Lutz Ickrath, Ulf Ehrlich, Jochen Klaube                        |
|    | Lokomotive Dresden I: Volker Kretschmer, Jochen Bitterlich, Detlef Sorge, Helmut Pöge, Stefan Müller, Jochen Philipp, Ralph Sorge             |
| 4. | Lokomotive Dresden II: Dieter Bernard, Gunter Bernard, Udo Scheithauer, Rolf Süß, Manfred Haase, Gunter Vejrazka                              |

## Anmerkung
1. 1 2 3 4  Vorgabezähler: Gemäß ihrer Platzierung in der Hauptrunde erhielten die qualifizierten Mannschaften Punkte für die Endrunde. Der Erste erhielt dabei drei Punkte, der Zweitplatzierte zwei, der Dritte noch einen.